# ضريح السيد غل سرخ
ضريح السيد غل سرخ (بالفارسية: آرامگاه سید گل سرخ) هو ضريح تاريخي يعود إلى القرن التاسع الهجري، ويقع في يزد.